# Poul Rasmussen
Poul Aage Rasmussen (Maribo, 12 dicembre 1925 – Marielyst, 30 ottobre 2000) è stato un calciatore danese, di ruolo centrocampista.

## Carriera

### Club
Venne acquistato dall'Atalanta per sostituire Hasse Jeppson, ceduto al Napoli al termine della stagione 1951-1952.
A Bergamo segnò 54 gol in tre stagioni e mezzo, tutte in Serie A, che lo collocano tuttora al quarto posto tra i marcatori della società bergamasca.
La sua carriera venne bruscamente interrotta nel 1955 da un contrasto con Amos Cardarelli, difensore della Roma, che ruppe i legamenti del ginocchio destro.

### Nazionale
Ha giocato nella nazionale danese Under-21.
Tra il 1949 ed il 1952 ha messo a segno 3 reti in complessive 5 presenze con la maglia della nazionale danese.